# Weteringbrug (Haarlemmermeer)
Weteringbrug is een dorpje in de gemeente Haarlemmermeer, in de Nederlandse provincie Noord-Holland. In 2023 telde het 385 inwoners. Weteringbrug ligt aan de ringvaart tegenover Oude Wetering. Zoals de naam Weteringbrug al suggereert, zijn beide dorpen met een brug aan elkaar verbonden. Het dorp werd vroeger ook wel Weteringbuurt genoemd.
Ten zuidwesten liggen de buurtschappen Vredeburg en Huigsloot, ten noorden Leimuiderbrug.
Plaatsen: Abbenes · Badhoevedorp · Beinsdorp · Buitenkaag · Burgerveen · Cruquius · Haarlemmerliede · Halfweg · Hoofddorp · Leimuiderbrug · Lijnden · Lisserbroek · Nieuw-Vennep · Rijsenhout · Rozenburg · Schiphol · Schiphol-Rijk · Spaarndam-Oost · Spaarnwoude · Vijfhuizen · Weteringbrug · Zwaanshoek · Zwanenburg

Gehuchten en buurtschappen: Aalsmeerderbrug · Boesingheliede · Cruquius-Oost · De Hoek · Huigsloot · 't Kabel · De Liede · Nieuwebrug · Nieuwe Meer · Oude Meer · Penningsveer · Schiphol-Oost · Vinkebrug · Vredeburg · Weberbuurt

Voormalige gemeente: Haarlemmerliede en Spaarnwoude

Noord-Holland: Steden en dorpen      Nederland: Provincies · Gemeenten